# پیست موتورسواری آزادی

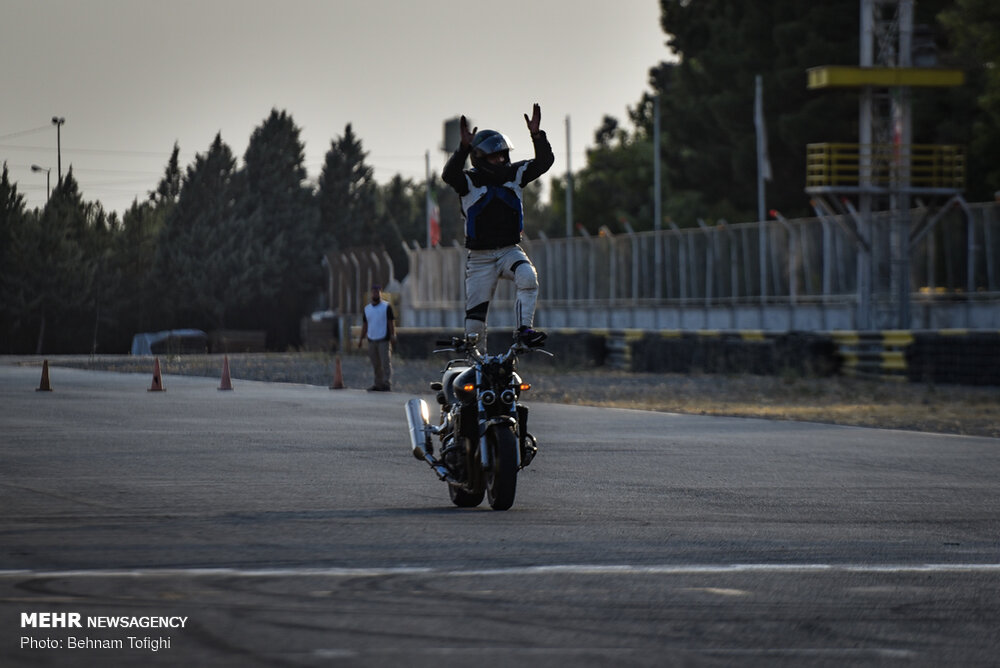
پیست موتور سواری آزادی

پیست موتورسواری آزادی یک پیست مخصوص مسابقات موتور کراس در مجموعه ورزشی آزادی تهران است.
این پیست دارای ظرفیت ۱۵۰۰ نفر تماشاگر را دارد و در مساحتی بالغ بر ۴۱٬۸۰۴ متر مربع ساخته شده است.